# Ostatni Żydzi w Kerali
Ostatni Żydzi Kerali – reportaż podróżniczy o południowoindyjskich Żydach autorstwa Edny Fernandes, brytyjskiej pisarki pochodzenia indyjskiego. Książka w oryginale (w angielskim) została wydana w 2008 roku, w Polsce w 2010 (tłumaczenie Sebastian Musielak). Pozycja należąca do literatury faktu, została wydana przez Wydawnictwo Cyklady, w formacie A5, zawiera 228 stron. Książka ta w  2009 roku otrzymała indyjską nagrodę Vodafone Crossword Literary. Sunday Times uznał ją za najlepszą podróżniczą książkę roku.

## Autorka i jej dzieło
Edna Fernandes - autorka tej książki -  pochodzi z Indii. Z nazwiska wnioskując może pochodzić z rodziny chrześcijańskiej, ale wprowadza nas w niezwykły świat żydowskiej diaspory znajdującej się na południu Indii, w stanie Kerala.  Pisze bardzo rzetelnie, odwołując się do angielskojęzycznych książek badających kulturę tej diaspory. Przede wszystkim jednak książka ta wyrasta z osobistych spotkań autorki z keralskimi Żydami. Autorce udało się pozyskać zaufanie bardzo hermetycznego środowiska i opowieść o poznanych przez nią ludziach staje się pełną bólu, ale i podziwu pieśnią na cześć indyjskiej Kerali, ale i jedności wbrew podziałom wynikającym z tego, jak bardzo się różnimy między sobą. 

## Tematy ujęte w dziele
Żydzi znaleźli w Kerali dwa tysiące lat temu schronienie przed prześladowaniami. Na ich oczach rozpadło się królestwo Izraela. Hinduski radża umożliwił im odbudowanie go w mniejszej skali na nowej ziemi. Powstały synagogi, dano im na własność ziemię, udzielono przywilejów godnych królestwa i rozkwitli. Nigdy nie prześladowani znaleźli jednak wrogów we własnym gronie. Od stuleci trwa podział na tzw. Czarnych i Białych Żydów. Ci, którzy pojawili się po drugim zniszczeniu świątyni w Jerozolimie przyjęci bardzo gościnnie, dopuszczając do mieszanych małżeństw, stali się tzw. Czarnymi Żydami. W oczach tych, którzy schroniwszy się tu w czas prześladowań Inkwizycji czuli się lepszymi Żydami ze względu na bielszy kolor skóry. Oni też decydowali o podziałach  wpuszczając czarnych żydów tylko do przedsionka synagogi, nie zgadzając się na śluby. Ten podział wyjałowił naród. Nie niszczeni z zewnątrz zniszczyli się od wewnątrz. Brak ślubów między nimi powodował starzenie się gminy. Coraz mniej było dzieci, coraz więcej umierało. W 1948 powstanie państwa Izrael, do którego zaczęli zjeżdżać się rozproszeni w całym świecie Żydzi, pogłębiło problem. Także z Kerali wielu wyjechało do Izraela.
Na naszych oczach obcy autorce ludzie odkrywając przed nią swoje serca stają się bliscy jej i nam. Czujemy ich smutek, smutek umierającego świata, wspólnoty żydowskiej, w której można już liczyć tylko na pogrzeb, ale nie na radość wesela, czy narodzin dziecka, w której co roku coraz mniej Żydów podnosi kielich wygłaszając tysiącletni toast: do spotkania w przyszłym roku w Jerozolimie. Toast brzmi szczególnie dwuznacznie, bo większość z nich po 1948, odpowiedziała na wezwanie nowo powstałego państwa i wyjechała już do Izraela. Ci, którzy pozostają, starzy, schorowani mogą tylko liczyć na spotkanie razem w niebieskiej Jerozolimie. Na szczęście razem z bohaterami książki, rzeczywistymi, żyjącymi postaciami spotykamy się nie tylko w nostalgii i żalu, ale i w radosnej nadziei. Ostatnie dwa rozdziały książki przenoszą nas wraz z autorką z Kerali do Izraela. Tam niektórzy z keralskich Żydów przemieniają tęsknotę za dawną indyjską ojczyzną w odtwarzanie jej na obczyźnie. Na pustyni Izraela z ich marzeń i ogromnego trudu odradza się Kerala – jej obyczaje, architektura domów i synagogi, ale i jej bujna roślinność.
Inny problem książki to stojący za umieraniem Żydostwa w Indiach problem podziału. 
Doświadczyli go keralscy Żydzi – łączyło ich tak wiele: wspólna przeszłość, tęsknota za opuszczoną Ojczyzną,  pragnienie powrotu do niej, wiara w tego samego Boga, zwyczaje zapewniające im tożsamość, nawet imiona zachowali podobne, a jednak podzielił ich kolor skóry i pragnienie bycia lepszym od kogoś. W tej książce możemy zobaczyć, jakie mogą być konsekwencje podziału, jaką śmierć on przynosi, nawet jeśli nie dzieje się to gwałtownie, w przelewie krwi, a tylko w codziennym upokorzeniu  sytuacją, w której modląc się do wspólnego Boga ktoś siedzi w ławce w świetle ołtarza, a ktoś na ziemi w przedsionku. 

## Opis wstępu książki
Koczin w czas letniego monsunu. Dzień pogrzebu Szaloma Cohena, ostatniego z rodu kapłańskiego tzw. Białych Żydów z Kerali. Ubrani na biało żałobnicy śpiewają słowa z psalmu 91: Nie spotka cię nic złego. Aniołowie na rękach nosić cię będą. Na oczy i w usta nasypano mu ziemię z Jerozolimy i z dawnego królestwa żydowskiego w Kerali, z Kodungalluru. Zapach wody różanej na ciele. Kondukt  niosący w palankinie zwłoki Szaloma przystaje siedmiokrotnie, aby upamiętnić słowo marność z księgi Koheleta. Smutek żałobników, którzy odchodząc w symbolicznym geście rzucają za siebie garść ziemi i zerwanej trawy. Żydzi przeżywają ten pogrzeb szczególnie głęboko wiedząc, że ta śmierć zwiastuje koniec trwającej stulecia gminy żydowskiej w Kerali. Już nie mogą liczyć, starzy i schorowani, że wśród nich pojawi się miłość zwieńczona małżeństwem, pobłogosławiona dziećmi. Zrujnowane bożnice w Koczinie odwiedzane już tylko przez turystów są znakiem tego końca. Co się stało, że Żydzi uniknąwszy prześladowań po zburzeniu świątyni jerozolimskiej, a potem uszedłszy przed Inkwizycją, na ziemi, gdzie mogli w pełni rozkwitnąć, doszli do momentu, który opisuje tytuł tej książki – ostatni Żydzi Kerali. Zanim do tego doszło dostosowali się tu do każdej władzy: hinduskiej, portugalskiej, holenderskiej i angielskiej. Wspólnota stosunkowo mało liczna nie stanowiła zagrożenia, jakim dla  hinduistycznej społeczności byli dużo liczniejsi tu chrześcijanie czy muzułmanie. A mimo tego stanęli przed perspektywą wymarcia.